# Leptodactylinae
Leptodactylinae là một phân họ ếch nhái trong họ Leptodactylidae. Các loài thuộc phân họ này thường phân bố ở vùng Bắc Mỹ (như Texas, Hoa Kỳ, và Sonora, Mexico) và Nam Mỹ đến Brazil. Các phân loại gần của phân họ này gồm có các phân họ Leiuperinae và Paratelmatobiinae.

## Các chi
Có 4 chi được ghi nhận thuộc phân họ này:
- Adenomera Steindachner, 1867
- Hydrolaetare Gallardo, 1963
- Leptodactylus Fitzinger, 1826
- Lithodytes Fitzinger, 1843